# Douglas (ur. luty 1982)
Douglas, właśc. Douglas dos Santos (ur. 18 lutego 1982 w Criciúmie) – piłkarz brazylijski, występujący podczas kariery na pozycji pomocnika.

## Kariera klubowa
Douglas karierę piłkarską rozpoczął w klubie Criciúma EC, którego jest wychowankiem w 2002. W Criciúmie 8 czerwca 2003 w wygranym 1-0 meczu z SC Internacional Douglas zadebiutował w lidze brazylijskiej. Z Criciúmą spadł do drugiej ligi w 2004, a w 2005 zdobył mistrzostwo stanu Santa Catarina – Campeonato Catarinense.
Po spadku do drugiej ligi Douglas wyjechał do tureckiego klubu Çaykur Rizespor. Po roku powrócił do Criciúmy, która w międzyczasie spadło do trzeciej ligi. Douglas pomógł w powrocie Criciúmy do Serie B, po czym odszedł do spadkowicza z ekstraklasy AD São Caetano. W połowie 2008 przeszedł do drugoligowego Corinthians Paulista, któremu pomógł powrócić na szczebel pierwszoligowy. W 2009 zdobył mistrzostwo stanu São Paulo – Campeonato Paulista oraz Copa do Brasil.
W drugiej połowie 2009 wyjechał do Zjednoczonych Emiratów Arabskich do klubu Al-Wasl Dubaj. Po powrocie do Brazylii został zawodnikiem Grêmio Porto Alegre, w którym występuje chwili obecnej. Z Grêmio zdobył mistrzostwo stanu Rio Grande do Sul – Campeonato Gaúcho w 2010.

## Kariera reprezentacyjna
Douglas w reprezentacji Brazylii zadebiutował 17 listopada 2010 w przegranym 0-1 towarzyskim meczu z reprezentacją Argentyny.